# James J. Jeffries
Pour les articles homonymes, voir Jeffries.
James Jackson Jeffries (né le 15 avril 1875 à Carroll dans l'Ohio et mort le 3 mars 1953  à Burbank en Californie) est un boxeur américain.

## Biographie

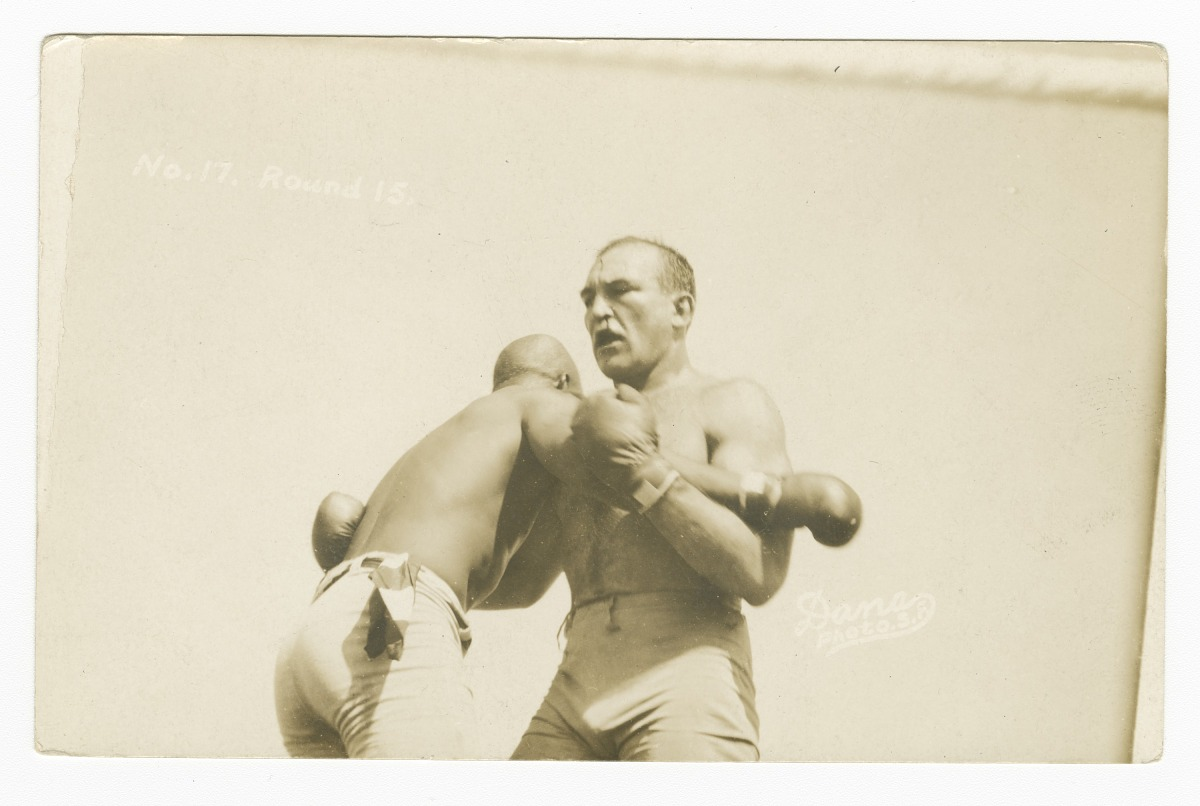
Championnat du monde des poids lourds entre Jack Johnson et James J. Jeffries en 1910

James Jeffries a été champion du monde poids lourds de boxe anglaise entre le 9 juin 1899 et le 13 mai 1905 après avoir battu à Brooklyn le Britannique Bob Fitzsimmons. Surnommé The Boilermaker, il se retire invaincu en 1905 avant de tenter un retour cinq ans plus tard face au champion du moment, Jack Johnson. Il est battu par arrêt de l'arbitre à la 15e reprise pour ce qui sera le dernier combat de sa carrière.

## Récompenses et distinctions
- James Jeffries est membre de l'International Boxing Hall of Fame depuis 1990[2].

## Au cinéma
James J. Jeffries est apparu au cinéma dans plusieurs films en tant qu'acteur, notamment dans le documentaire Jeffries Throwing the Medicine Ball réalisé par James Stuart Blackton et Albert E. Smith, sorti en 1901.

### Filmographie
- 1901 : Jeffries Throwing the Medicine Ball de James Stuart Blackton et Albert E. Smith (court métrage) : lui-même
- 1924 : Kid Speed de Larry Semon et Noel M. Smith (court métrage) : Blacksmith
- 1927 : L'Imbattable (One-Round Hogan) de Howard Bretherton : Tim Hogan
- 1928 : Beau Broadway de Malcolm St. Clair : Gunner O'Brien
- 1930 : Rain or Shine de Frank Capra : figuration (non crédité)
- 1932 : The Midnight Patrol de Christy Cabanne (as Jim Jeffries)
- 1932 : They Never Come Back de Fred C. Newmeyer : First Referee
- 1941 : Mr. Celebrity de William Beaudine : James J. Jeffries